# Област Лушња
Област Лушња (алб. Rrethi i Lushnjës) је једна од 36 области Албаније. Има 143.000 становника (процена 2004), и површину од 712 km². На западу је земље, а главни град је Лушња. Међу другим важнијим местима у овој области је Рогожине.
Обухвата општине: Алкај, Балагат, Бубулим, Гољем, Грабиан, Градишт (Градиште), Дивјак, Душк, Карбунар, Кољоњ, Крутје, Љушњ, Ремас, Трбуф, Фиер-Шеган и Хисђокај.